# Sulmtálka
Sulmtálka je slepice, která se chová jako středně těžké plemeno s kombinovanou užitkovostí (vejce, maso).

## Původ plemene
Sulmtálky pochází z rakouského Štýrska, v oblasti mezi městy Graz a Maribor, zejména z údolí řeky Sulm. Jsou starým rakouským krajovým plemenem.

## Charakteristika
Je odolné a skromné, proto je vhodné pro extenzivní venkovní chovy. Vyznačuje se rychlým růstem a velmi dobrou kvalitou masa. Snáší až 150-180 vajec.